# Pro Patria et Libertate Unione degli Sports Bustesi 1941-1942
Questa voce raccoglie le informazioni riguardanti la Pro Patria et Libertate Unione degli Sports Bustesi nelle competizioni ufficiali della stagione 1941-1942.

## Stagione
Per affrontare il campionato cadetto il presidente Giovanni Calcaterra chiama a Busto l'allenatore Natale Masera.
Viene preso il centromediano Arturo Boniforti scudettato con il Bologna la stagione precedente. 
La squadra ha un impatto difficile con la nuova categoria: viene estromesso Masera e al suo posto arriva il danubiano Stanislao Klein. 
La squadra reagisce bene e risale la classifica, surclassa la Reggiana (11-0) con 4 reti di Silvio Gallazzi. Si ottiene una tranquilla salvezza ben lontani dalle sabbie mobili della bassa classifica. Con sedici reti Silvio Gallazzi è il bomber di stagione.

## Rosa
| N. |                   | Ruolo | Calciatore            |
| -- | ----------------- | ----- | --------------------- |
|    | Italia (bandiera) | D     | Giuseppe Ballerio     |
|    | Italia (bandiera) | C     | Arturo Boniforti      |
|    | Italia (bandiera) | C     | Aldo Borsani          |
|    | Italia (bandiera) | A     | Achille Buzzoni       |
|    | Italia (bandiera) | P     | Cesare Canavesi       |
|    | Italia (bandiera) | D     | Giancarlo Castiglioni |
|    | Italia (bandiera) | A     | Vittorio Coccia       |
|    | Italia (bandiera) | A     | Giuseppe Colombo      |
|    | Italia (bandiera) | C     | Piero Colombo         |
|    | Italia (bandiera) | D     | Giancarlo Crespi      |
|    | Italia (bandiera) | C     | Egidio Crippa         |
|    | Italia (bandiera) | A     | Piero Dondi           |

| N. |                   | Ruolo | Calciatore            |
| -- | ----------------- | ----- | --------------------- |
|    | Italia (bandiera) | A     | Vittorio Erba         |
|    | Italia (bandiera) | A     | Arnaldo Fasoli        |
|    | Italia (bandiera) | P     | Gino Favini           |
|    | Italia (bandiera) | D     | Giuseppe Ferrario     |
|    | Italia (bandiera) | C     | Enzo Ferrario         |
|    | Italia (bandiera) | A     | Alessandro Fornasaris |
|    | Italia (bandiera) | C     | Antonio Frugoli       |
|    | Italia (bandiera) | A     | Silvio Gallazzi       |
|    | Italia (bandiera) | D     | Vittorio Guidali      |
|    | Italia (bandiera) | D     | Giovanni Ivaldi       |
|    | Italia (bandiera) | A     | Bruno Palma           |
|    | Italia (bandiera) | C     | Angelo Turconi        |

## Risultati

### Serie B

#### Girone di andata
| Busto Arsizio 25 ottobre 1941 1ª giornata | Pro Patria            | 0 – 0 | Alessandria | Stadio Bruno Mussolini\| Arbitro: \| Zilli (Reggio Emilia) \| |
| Arbitro:                                  | Zilli (Reggio Emilia) |       |             |                                                               |

| Arbitro: | Rosso (Casale Monferrato) |

|                  |           |           |
| Ferrara 30’, 66’ | Marcatori | 71’ Palma |

| Arbitro: | Viarengo (Asti) |

|            |           |                |
| Coccia 77’ | Marcatori | 80’ Maestrelli |

| Arbitro: | Colonna (Bari) |

|            |           |  |
| Turchi 43’ | Marcatori |  |

| Busto Arsizio 23 novembre 1941 5ª giornata | Pro Patria       | 0 – 0 | Vicenza | Stadio Bruno Mussolini\| Arbitro: \| Dagnino (Genova) \| |
| Arbitro:                                   | Dagnino (Genova) |       |         |                                                          |

| Arbitro: | Mantovani (Poggio Renatico) |

|           |           |  |
| Boldi 81’ | Marcatori |  |

| Arbitro: | Bogetti (Torino) |

|                        |           |                |
| Fasoli 15’ Buzzoni 30’ | Marcatori | 21’, 70’ Poggi |

| Arbitro: | Scotto (Savona) |

|           |           |                                                                |
| Viani 65’ | Marcatori | 15’, 39’ Gallazzi 36’, 79’ Turconi II 44’ Fornasaris 81’ Palma |

| Busto Arsizio 21 dicembre 1941 9ª giornata | Pro Patria        | 0 – 0 | Novara | Stadio Bruno Mussolini\| Arbitro: \| Bernardi (Savona) \| |
| Arbitro:                                   | Bernardi (Savona) |       |        |                                                           |

| Arbitro: | Gamba (Napoli) |

|                       |           |                                                           |
| Dapas 78’ Cortini 82’ | Marcatori | 4’ Dondi 38’, 43’, 48’ Fasoli 66’ Gallazzi 84’ Turconi II |

| Arbitro: | Neri (Vicenza) |

|                   |           |                                  |
| Gallazzi 81’, 88’ | Marcatori | 27’, 78’ Rebuzzi II 36’ Martelli |

| Arbitro: | Goracci (Firenze) |

|  |           |                         |
|  | Marcatori | 24’ Gallazzi 85’ Fasoli |

| Busto Arsizio 18 gennaio 1942 13ª giornata | Pro Patria        | 0 – 0 | Pisa | Stadio Bruno Mussolini\| Arbitro: \| Coletti (Treviso) \| |
| Arbitro:                                   | Coletti (Treviso) |       |      |                                                           |

| Arbitro: | Bellè (Venezia) |

|                       |           |  |
| Violi 14’ Biagini 57’ | Marcatori |  |

| Arbitro: | Cambi (Livorno) |

|  |           |            |
|  | Marcatori | 84’ Arezzi |

| Arbitro: | Scotti (Taranto) |

|                                            |           |  |
| Romagnoli 36’ Di Santo 54’ Lanciaprima 74’ | Marcatori |  |

| Arbitro: | Francini (Viareggio) |

|  |           |           |
|  | Marcatori | 58’ Costa |

#### Girone di ritorno
| Arbitro: | Goracci (Firenze) |

|  |           |                |
|  | Marcatori | 71’ Fornasaris |

| Arbitro: | Neri (Vicenza) |

|                         |           |           |
| Boniforti 29’ Dondi 42’ | Marcatori | 70’ Zanni |

| Arbitro: | Bernardi (Savona) |

|                                        |           |  |
| Giammarco 5’ Orlando 68’ Fabbri II 82’ | Marcatori |  |

| Arbitro: | Zambotto (Padova) |

|                             |           |                 |
| Turconi II 30’ Gallazzi 86’ | Marcatori | 9’ Chiavacci II |

| Arbitro: | Silvano (Torino) |

|                            |           |  |
| Zanollo 13’ Bussi 66’, 81’ | Marcatori |  |

| Busto Arsizio 26 aprile 1942 23ª giornata | Pro Patria            | 0 – 0 | Udinese | Stadio Bruno Mussolini\| Arbitro: \| Zilli (Reggio Emilia) \| |
| Arbitro:                                  | Zilli (Reggio Emilia) |       |         |                                                               |

| Arbitro: | Poggipollini (Ferrara) |

|                   |           |                        |
| Ivaldi 44’ (aut.) | Marcatori | 27’ Palma 37’ Gallazzi |

| Arbitro: | Piglione (Reggio Emilia) |

|                             |           |  |
| Fornasaris 29’ Gallazzi 84’ | Marcatori |  |

| Arbitro: | Vannini (Bologna) |

|  |           |           |
|  | Marcatori | 80’ Dondi |

| Busto Arsizio 24 maggio 1942 27ª giornata | Pro Patria      | 0 – 0 | Siena | Stadio Bruno Mussolini\| Arbitro: \| Bellè (Venezia) \| |
| Arbitro:                                  | Bellè (Venezia) |       |       |                                                         |

| Arbitro: | Viarengo (Asti) |

|                         |           |              |
| Cervati 7’ Martelli 16’ | Marcatori | 77’ Gallazzi |

| Arbitro: | Nicolini (Ancona) |

|                                       |           |  |
| Gallazzi 39’, 79’ Turconi II 62’, 83’ | Marcatori |  |

| Arbitro: | Zambotto (Padova) |

|                  |           |  |
| Di Benedetti 56’ | Marcatori |  |

| Arbitro: | Zavattaro (Casale M.) |

| |           |  |
| Bedogni 10’ (aut.) Gallazzi 16’, 38’, 57’, 63’ Fornasaris 18’, 49’ Dondi 40’ Turconi II 51’, 86’ Palma 54’ | Marcatori |  |

| Arbitro: | Rossi (Milano) |

|                                |           |                |
| Rocco 13’ Cassani 43’ Polo 44’ | Marcatori | 15’ Turconi II |

| Arbitro: | Curradi (Firenze) |

|           |           |  |
| Dondi 70’ | Marcatori |  |

| Arbitro: | Catalucci (Firenze) |

|                                           |           |           |
| Borra 4’ Costanzo 12’, 39’, 57’, 63’, 80’ | Marcatori | 14’ Palma |

### Coppa Italia
| Arbitro: | Bernardi (Savona) |

|  |           |                |
|  | Marcatori | 35’ Turconi II |

| Arbitro: | Gnocchini (Ancona) |

|                                             |           |  |
| Bellini 36’ Colaneri 61’ Lushta 75’ 81’ 86’ | Marcatori |  |

## Statistiche

### Statistiche di squadra
| Competizione | Punti | In casa | In casa | In casa | In casa | In casa | In casa | In trasferta | In trasferta | In trasferta | In trasferta | In trasferta | In trasferta | Totale | Totale | Totale | Totale | Totale | Totale | DR  |
| Competizione | Punti | G       | V       | N       | P       | Gf      | Gs      | G            | V            | N            | P            | Gf           | Gs           | G      | V      | N      | P      | Gf     | Gs     | DR  |
| ------------ | ----- | ------- | ------- | ------- | ------- | ------- | ------- | ------------ | ------------ | ------------ | ------------ | ------------ | ------------ | ------ | ------ | ------ | ------ | ------ | ------ | --- |
| Serie B      | ..    | .       | .       | .       | .       | ..      | ..      | .            | .            | .            | .            | ..           | .            | ..     | ..     | .      | .      | ..     | ..     | +.. |